# Straßenradsport-Weltmeisterschaften 1951
Die Straßenradsport-Weltmeisterschaften 1951 fanden am 2. September im italienischen Varese statt.

## Renngeschehen
Die Berufsfahrer fuhren 295,2 Kilometer auf einem rund 15 Kilometer langen Rundkurs, auf dem sie zwölf Runden zu absolvieren hatten. Erstmals seit 1938 beteiligten sich wieder sechs deutsche Fahrer an der Weltmeisterschaft. Als sich bereits während der dritten Runde um den Italiener Giuseppe Minardi eine Ausreißergruppe bildete, war auch der Deutsche Meister in der Einerverfolgung Heinrich Schwarzer dabei. Die Gruppe wuchs im Laufe des Rennens auf acht Fahrer an, die schließlich gemeinsam mit einem Vorsprung von einer Minute das Ziel erreichte. Auf der Zielgeraden ließ der 32-jährige Schweizer Ferdy Kübler im Spurt seine Konkurrenten hinter sich und siegte mit einem Vorsprung von zwei Radlängen. Er hatte einen Tempodurchschnitt von 34,8 km/h erreicht. Während die beiden Lokalmatadoren Fiorenzo Magni und Antonio Bevilacqua sich die Medaillenränge zwei und drei erspurteten, sicherte sich Schwarzer den 6. Platz. Von den 45 an den Start gegangenen Fahrern erreichten nur 26 das Ziel. Unter den Ausgeschiedenen waren auch die übrigen fünf deutschen Fahrer. Das Rennen der Profis verfolgten nach Schätzungen bis zu einer halben Million Zuschauer.
Bei den Amateuren, die 172,2 Kilometer zu bewältigen hatten, gab es vor heimischem Publikum einen italienischen Doppelsieg. Mit einem Stundenmittel von 36,6 km/h siegte der 21-jährige Gianni Ghidini nach einer Massenankunft im Spurt vor seinem Landsmann Rino Benedetti. 41 Fahrer erreichten das Ziel, deutsche Rennfahrer waren nicht darunter.

## Ergebnisse

### Profis (295,2 km)
| Platz | Athlet             | Land | Zeit       |
| ----- | ------------------ | ---- | ---------- |
| 1     | Ferdy Kübler       | SUI  | 8:28:28 h  |
| 2     | Fiorenzo Magni     | ITA  | 8:28:28 h  |
| 3     | Antonio Bevilacqua | ITA  | 8:28:28 h  |
| 4     | Jozef De Feyter    | BEL  | 8:28:28 h  |
| 5     | Gerrit Voorting    | NED  | 8:28:28 h  |
| 6     | Heinrich Schwarzer | GER  | 8:28:28 h  |
| 7     | Wout Wagtmans      | NED  | 8:28:28 h  |
| 8     | Giuseppe Minardi   | ITA  | 8:28:28 h  |
| 9     | Gino Bartali       | ITA  | + 1:05 min |
| 10    | Hans Dekkers       | NED  | + 1:35 min |
| 11    | Bim Diederich      | LUX  | + 1:47 min |
| 12    | Henri Van Kerkhove | BEL  | + 5:00 min |

| Platz | Athlet               | Land | Zeit       |
| ----- | -------------------- | ---- | ---------- |
| 13    | Germain Derycke      | BEL  | + 6:17 min |
| 14    | Louison Bobet        | FRA  | + 6:17 min |
| 15    | Gottfried Weilenmann | SUI  | + 6:17 min |
| 16    | Alfredo Pasotti      | ITA  | + 6:17 min |
| 17    | Wim van Est          | NED  | + 6:17 min |
| 18    | Rik Van Steenbergen  | BEL  | + 6:17 min |
| 19    | Willy Kemp           | LUX  | + 6:17 min |
| 20    | Albéric Schotte      | BEL  | + 6:17 min |
| 21    | Fritz Schär          | SUI  | + 6:17 min |
| 22    | Jean Kirchen         | LUX  | + 6:17 min |
| 23    | Guido De Santi       | ITA  | + 6:17 min |
| 24    | Giovanni Rossi       | SUI  | + 6:17 min |

### Amateure (172 km)
| Platz | Athlet                 | Land | Zeit      |
| ----- | ---------------------- | ---- | --------- |
| 1     | Gianni Ghidini         | ITA  | 4:44:22 h |
| 2     | Rino Benedetti         | ITA  | 4:44:22 h |
| 3     | Jan Plantaz            | NED  | 4:44:22 h |
| 4     | Josef Winterberg       | SUI  | 4:44:22 h |
| 5     | Josef Schraner         | SUI  | 4:44:22 h |
| 6     | Christian Pedersen     | DEN  | 4:44:22 h |
| 7     | Yngve Lundh            | SWE  | 4:44:22 h |
| 8     | Jørgen Frank Rasmussen | DEN  | 4:44:22 h |

| Platz | Athlet             | Land | Zeit      |
| ----- | ------------------ | ---- | --------- |
| 9     | Willy Hutmacher    | SUI  | 4:44:22 h |
| 10    | Max Schellenberg   | SUI  | 4:44:22 h |
| 11    | Luciano Ciancola   | ITA  | 4:44:22 h |
| 12    | Johannes Zagers    | BEL  | 4:44:22 h |
| 13    | Hubert Bastianelli | FRA  | 4:44:22 h |
| 14    | Jean Dacquay       | FRA  | 4:44:22 h |
| …     | …                  | …    | …         |
| 41    | Franz Deutsch      | AUT  | + 6:15    |